# Asura tricolor
Asura tricolor är en fjärilsart som beskrevs av Alfred Ernest Wileman 1910. Asura tricolor ingår i släktet Asura och familjen björnspinnare. Inga underarter finns listade i Catalogue of Life.